# خليل الله (مسلسل)
خليل الله مسلسل رسوم متحركة مصري من إخراج أحمد حسن وتأليف وسيناريو محمد هلال بدأ عرضه في 18 يونيو سنة 2015 الموافق 1 رمضان سنة 1436هـ واستمر عرضه حتى 17 يوليو سنة 2015 الموافق 1 شوال سنة 1436هـ.

## القصة
يتحدث العمل عن حياة «خليل الله» سيدنا إبراهيم عليه السلام ورسالته التي بعثها الله للبشر، بداية من ولادته مرورا بأبرز محطات حياته من هدمه للأصنام، ومحاولة قومه لحرقه، وقصة ذبيح الله ابنه النبي إسماعيل وقيامه ببناء الكعبة وحتى وفاته.